# Pfarrkirche Himmelberg
Koordinaten: 46° 44′ 54,3″ N, 14° 2′ 13,1″ O

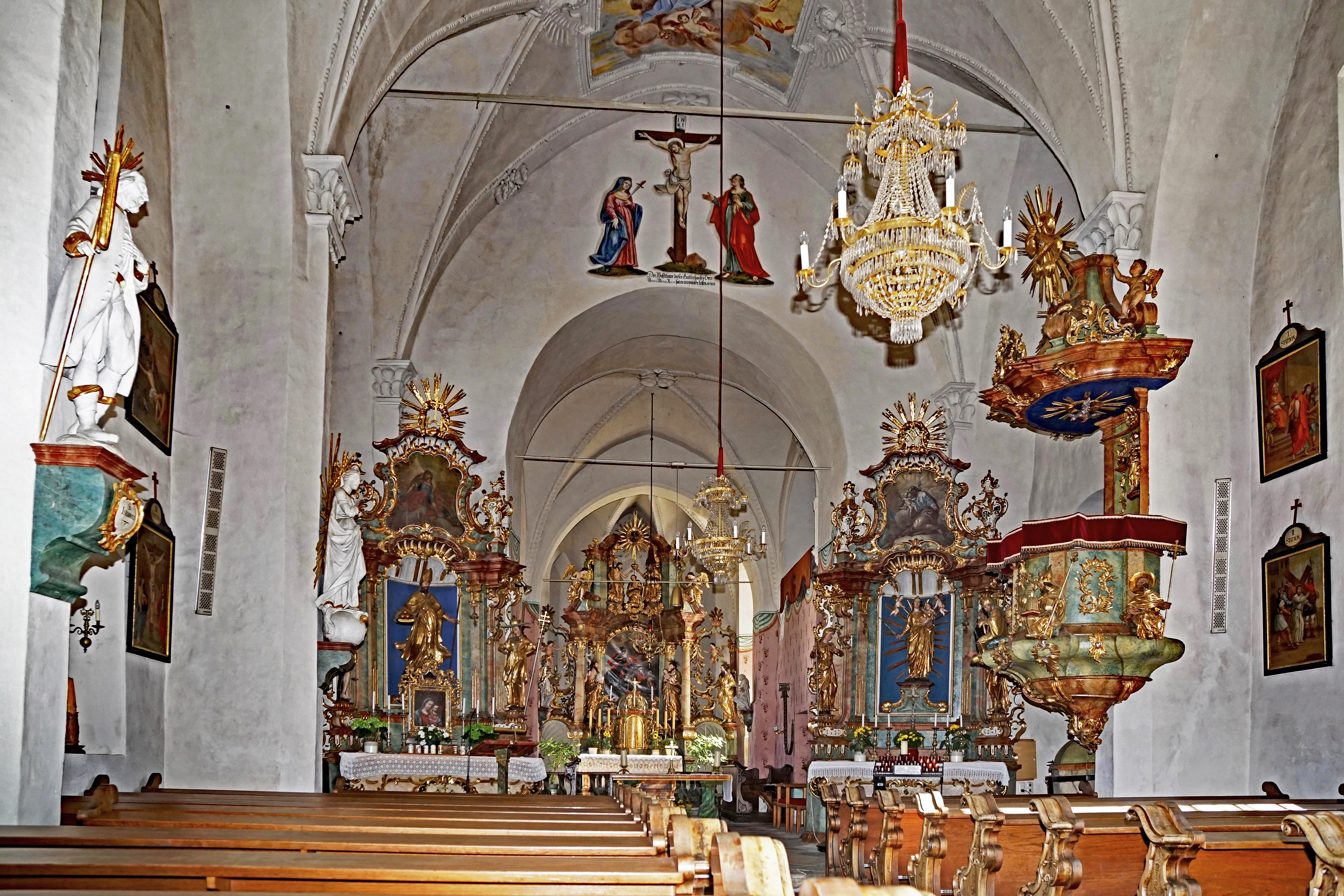
Innenansicht

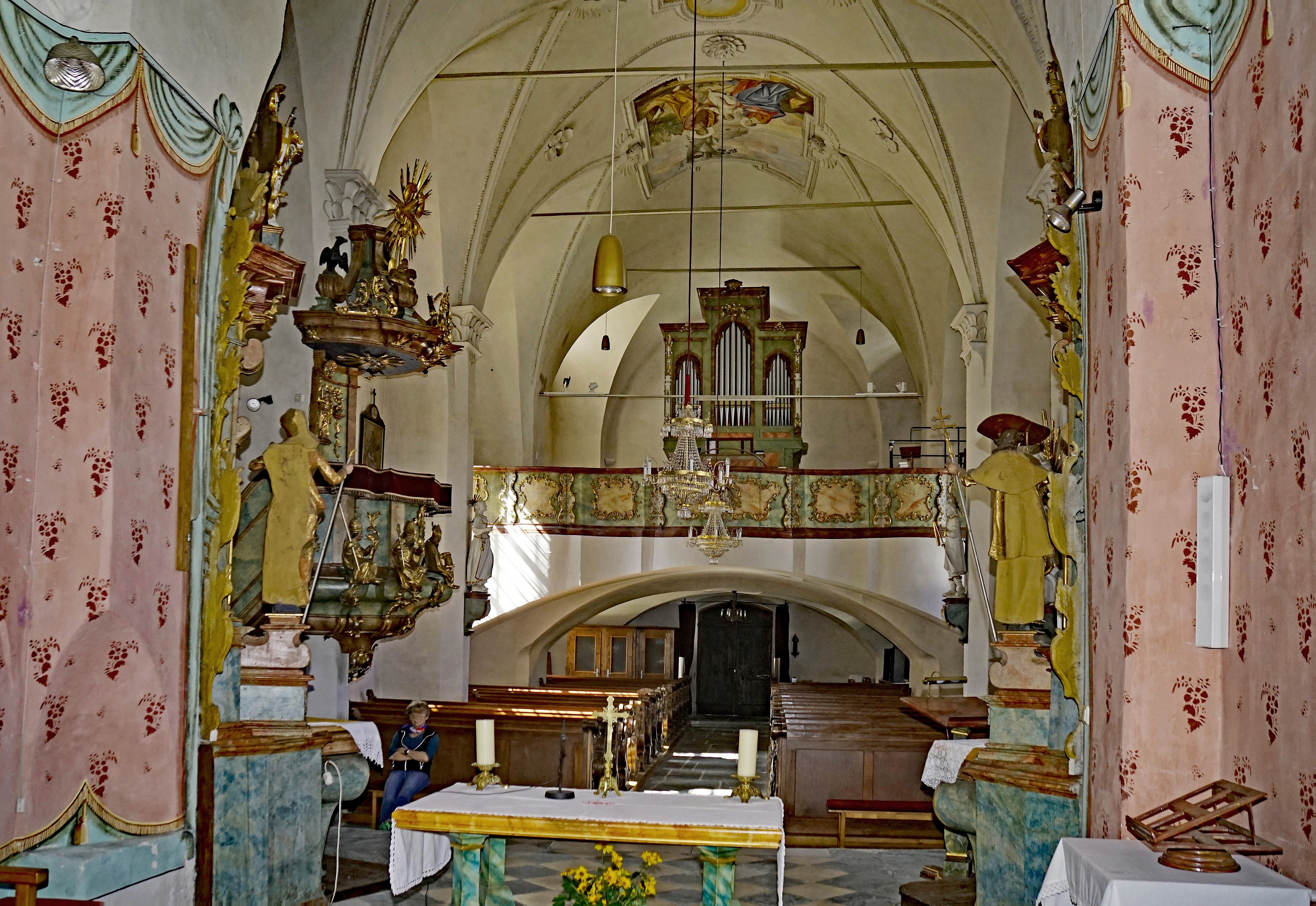
Blick vom Chor zur westlichen Orgelempore

Die römisch-katholische Pfarrkirche Himmelberg in der Gemeinde Himmelberg in Kärnten ist dem heiligen Martin geweiht. Das zwischen 1060 und 1076 erstmals genannte Gotteshaus wurde 1711 durch einen Brand schwer beschädigt und bei der Wiederherstellung 1770 um ein Joch nach Westen verlängert. Das Gebäude steht unter Denkmalschutz.

## Bauwerk
Die Kirche ist ein großer gotischer Bau, der barocke Veränderungen erfuhr. Zwischen dem im Kern aus dem 13. Jahrhundert stammenden Langhaus und dem Chor des 13. Jahrhunderts steht der im Kern gotische Turm. Das Glockengeschoß stammt aus dem 19. Jahrhundert, hat spitzbogige Schallöffnungen und wird von einem Spitzhelm bekrönt. Den Chor stützen dreistufige Strebepfeiler. Den figürlichen Grabstein des Balthasar von Pibriach († 1556) schuf vermutlich Gallus Selinger. An der Südseite ist eine Sakristei mit eisenbeschlagener Tür angebaut. Über dem Westeingang führt eine zweiarmige Treppe zur Orgelempore.
Das Tonnengewölbe des 17. Jahrhunderts im Langhaus wird durch Stichkappen und Gurtbögen mit Rosetten in vier Joche unterteilt. Die stark eingezogenen Wandpfeiler bilden spitzbogige Arkaden. Die Stuckfelder und Gewölbeanläufe werden durch eine Schuppenrahmung betont. Die leicht vorschwingende Orgelempore ist kreuzgratunterwölbt. An der Orgelbrüstung ist das Wappen der Lodron zu sehen. Südlich des östlichen Langhausjoches ist eine Kapelle mit einem Kreuzgratgewölbe angebaut. Südlich des kreuzgratgewölbten Turmquadrats befindet sich die Sakristei mit einem Oratorium im Obergeschoß. Neben dem Sakristeieingang wurde der Steinbogen des ehemaligen Portals eingemauert. Das Turmquadrat öffnet sich mit einem rundbogigen Triumphbogen zum Langhaus und mit einem Spitzbogen zum Dreiachtelchorschluss. 
Die barocken Deckenmalereien im Langhaus stellen Jesus zwischen Maria und Josef, die heilige Dreifaltigkeit, Maria Himmelfahrt und die Auferstehung dar.

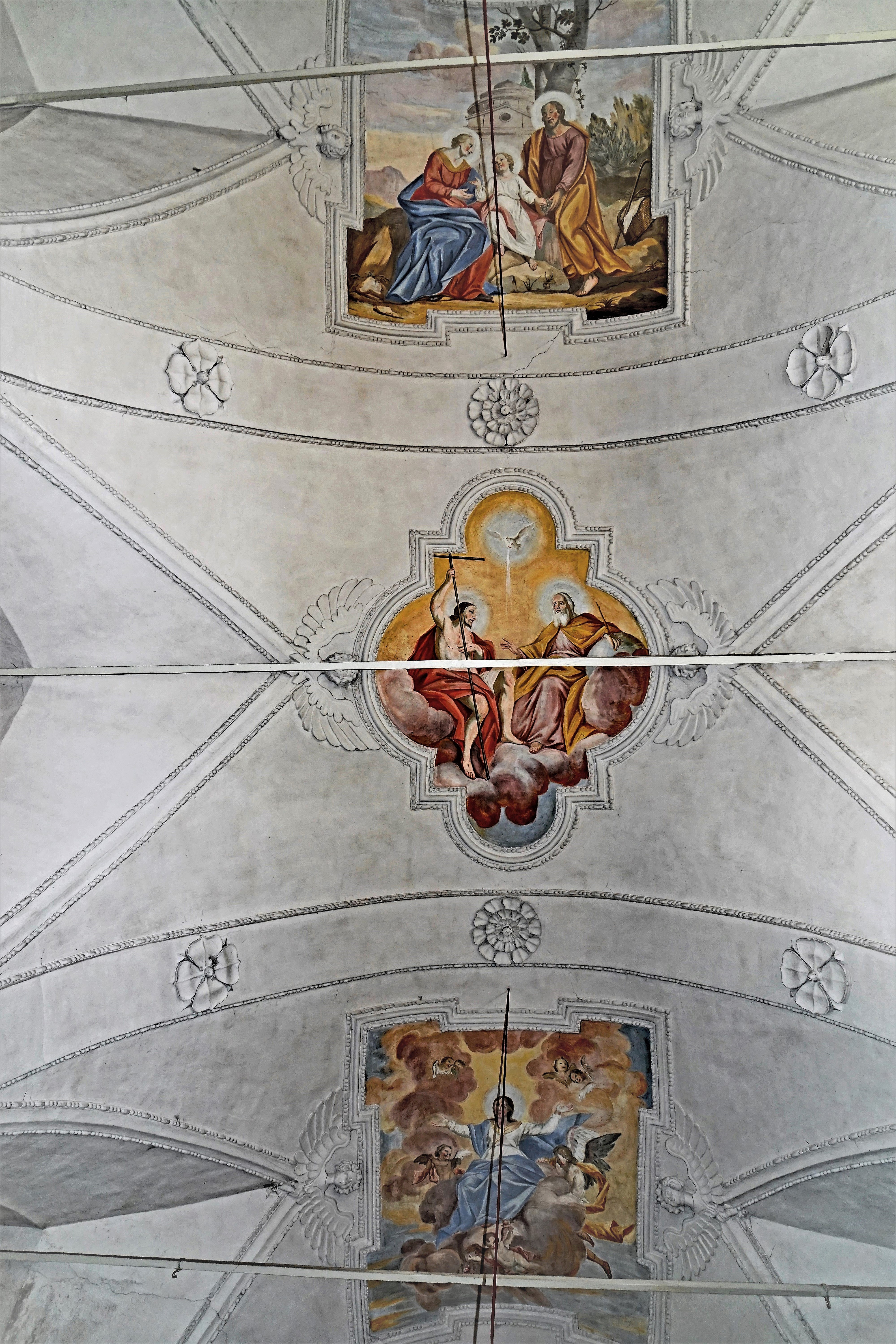
Gewölbe des Langhauses

## Einrichtung

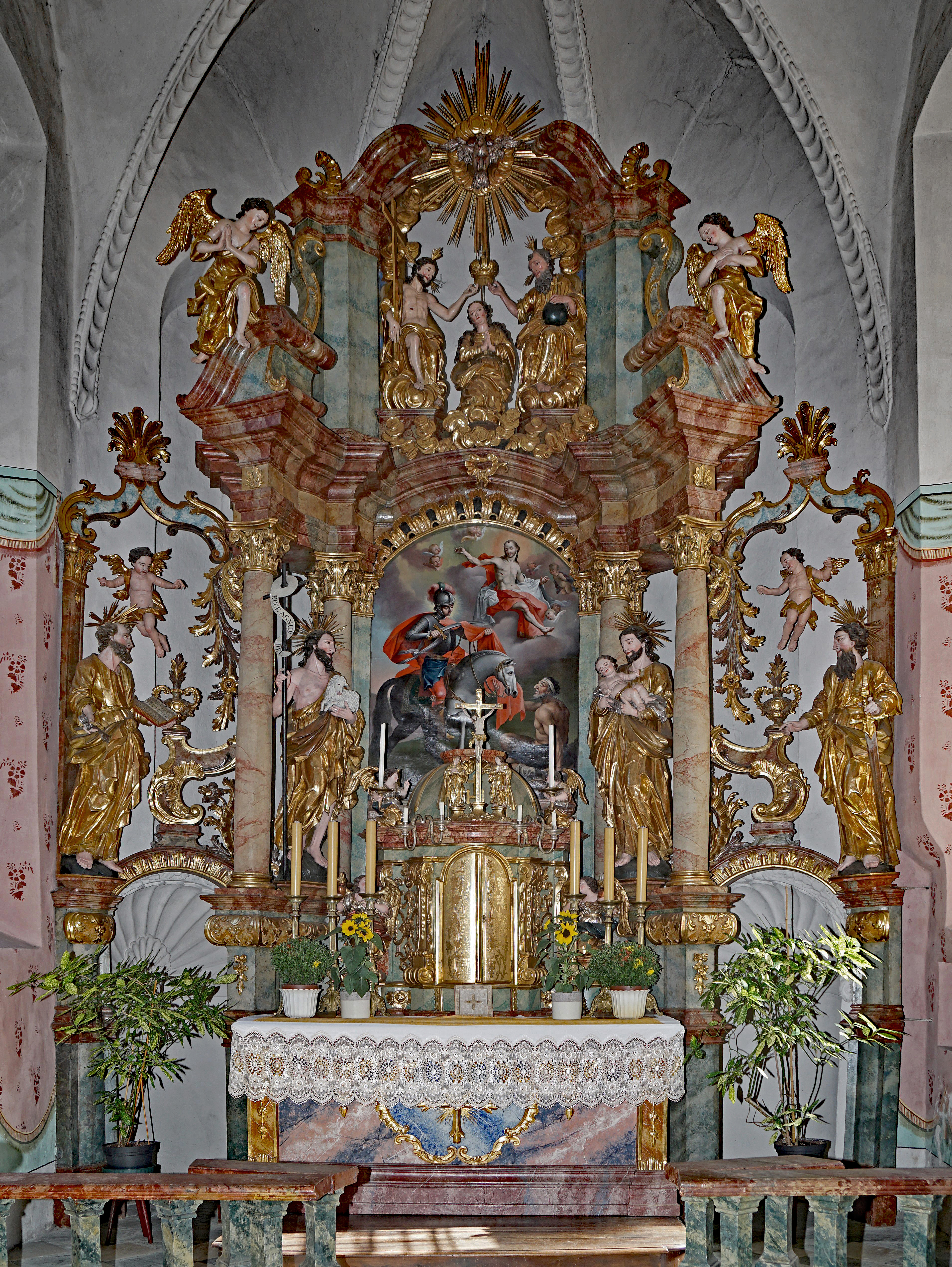
Der Hochaltar

Der Hochaltar, ein viersäuliger, filigran wirkender Ädikula-Altar mit Opfergängen, füllt den Chorschluss in ganzer Höhe und Breite aus. Er stammt aus der Mitte des 18. Jahrhunderts. Das Altarblatt zeigt den heiligen Martin mit einem Bettler. Seitlich stehen die Statuen der Heiligen Johannes der Täufer, Josef, Petrus und Paulus. Die Schnitzgruppe im Aufsatz stellt die Marienkrönung dar. 
Im Schrein des barocken linken Seitenaltars steht eine Figur des heiligen Nikolaus mit drei goldenen Äpfeln. Assistenzfiguren sind links der heilige Sebastian, rechts der Kirchenvater Hieronymus.
Der barocke rechte Seitenaltar mit einem Wandretabel aus der Mitte des 18. Jahrhunderts trägt eine Marienstatue mit dem Jesuskind. Assistenzfiguren sind ihre Eltern, links Anna und rechts Joachim mit einer Schäfer-Schaufel als Attribut. Das Aufsatzbild zeigt den heiligen Josef mit dem Jesuskind und einer Lilie. Bekrönt wird der Altar durch ein Marien-Monogramm im Strahlenkranz.
In der Seitenkapelle steht der 14-Nothelfer-Altar von 1742, ein barocker, viersäuliger Ädikula-Altar mit schwerer Architektur und einem geschnitzten Antependium mit dem IHS-Monogramm umgeben von Laub- und Bandlwerk. Er trägt im Hauptgeschoß eine Schnitzgruppe mit dem heiligen Bernhard vor der Muttergottes und im Aufsatz die Figur Gottvaters und der Heilig-Geist-Taube.
Die Kanzel aus der Mitte des 18. Jahrhunderts trägt am Wulst des Korbes die Figuren der vier Kirchenväter Gregor, Augustinus, Ambrosius und Hieronymus. Die Kanzelrückwand bildet eine ganzfigurige Reliefdarstellung des Guten Hirten. Am Schalldeckel sind die Evangelistensymbole angebracht. Ein Auge der Vorsehung bekrönt die Kanzel.
Unter der Kanzel ist der gotische Taufstein aufgestellt.
Zur weiteren Einrichtung zählen die Konsolstatuen der Heiligen Florian, Leonhard, Isidor und Notburga vom Ende des 18. Jahrhunderts sowie volkstümliche Kreuzweggemälde. In einer Nische steht die Figur des heiligen Florian aus der ersten Hälfte des 18. Jahrhunderts.

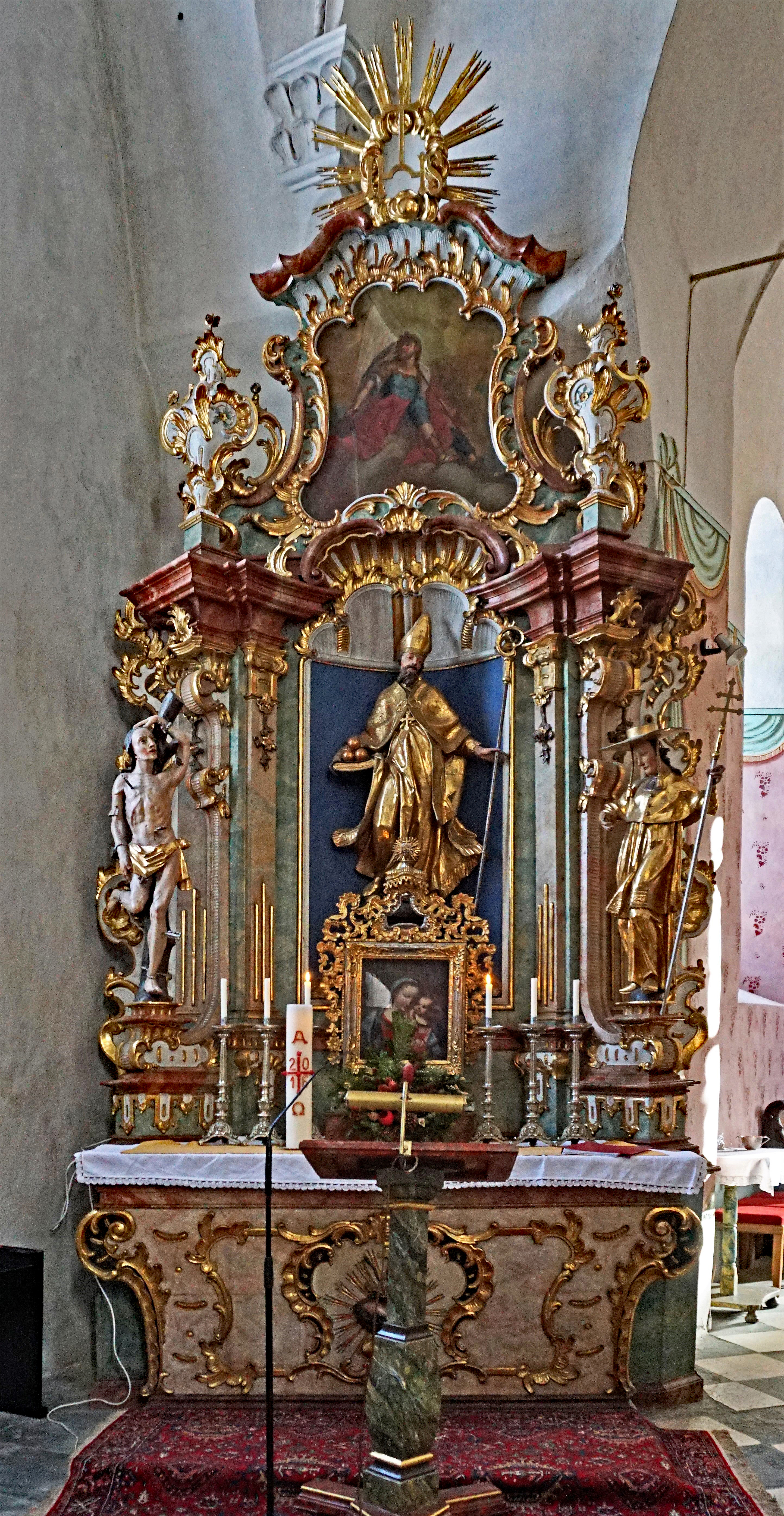
Linker Seitenaltar
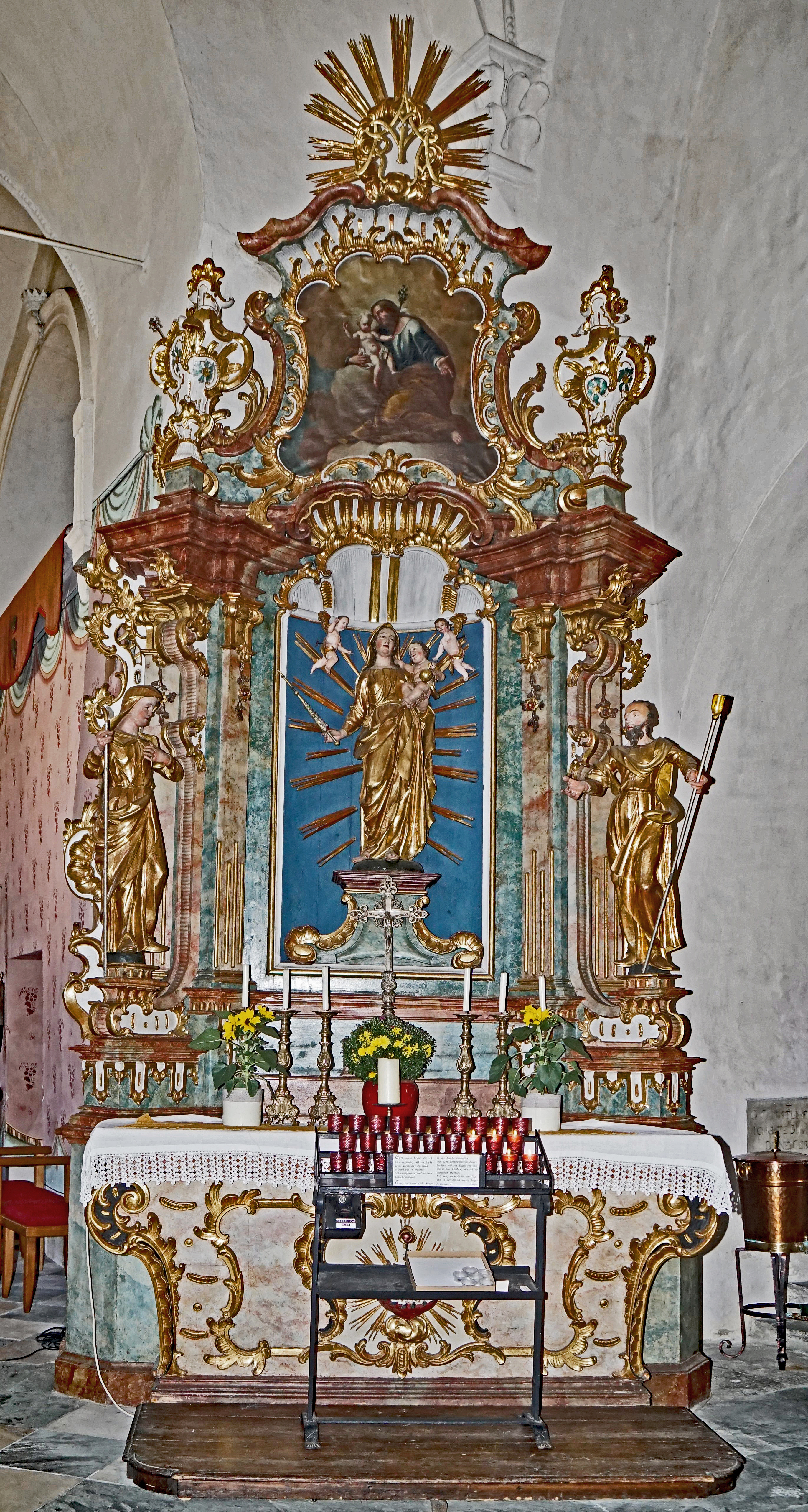
Marienaltar
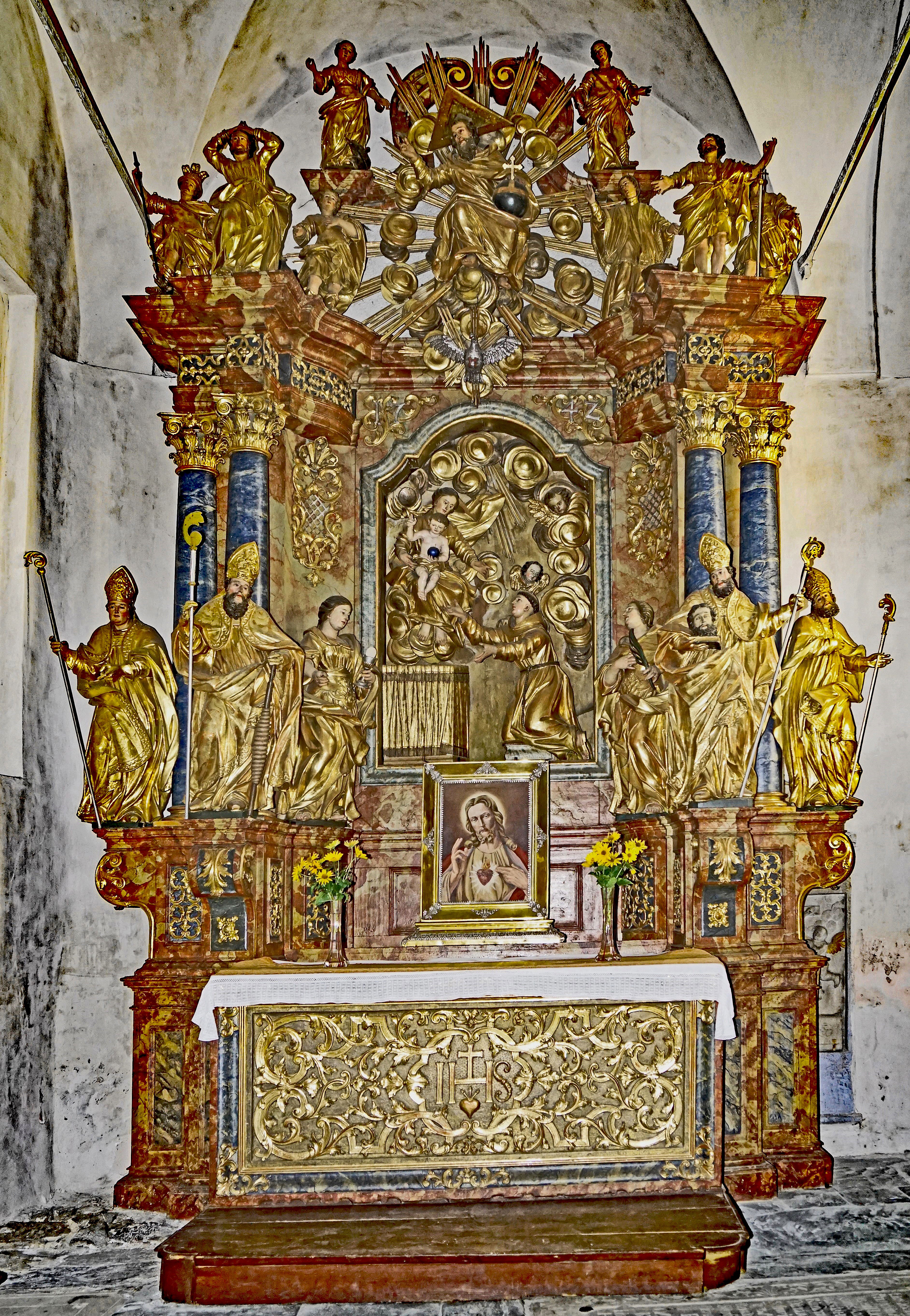
Vierzehn-Nothelfer-Altar
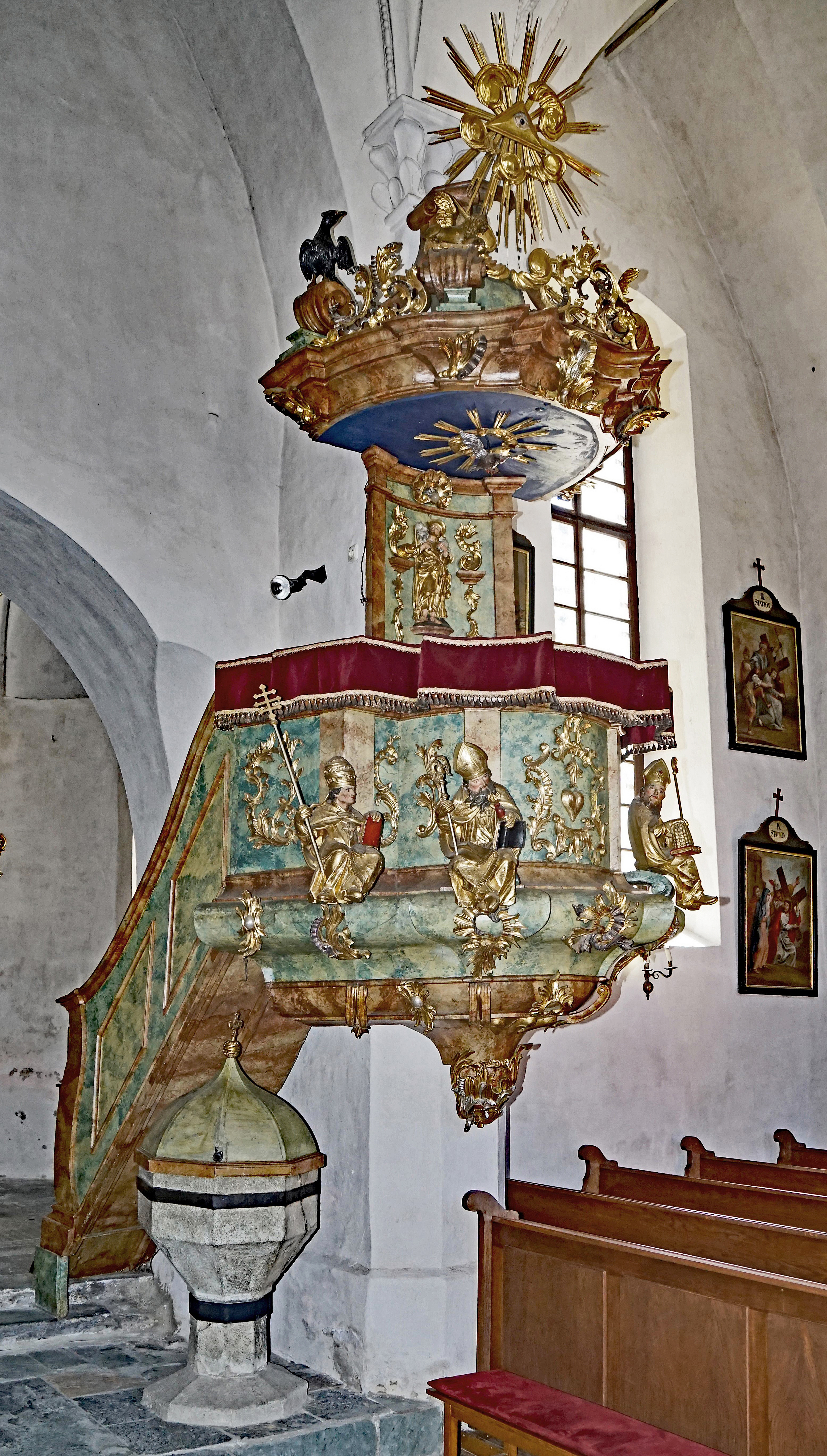
Kanzel und Taufstein
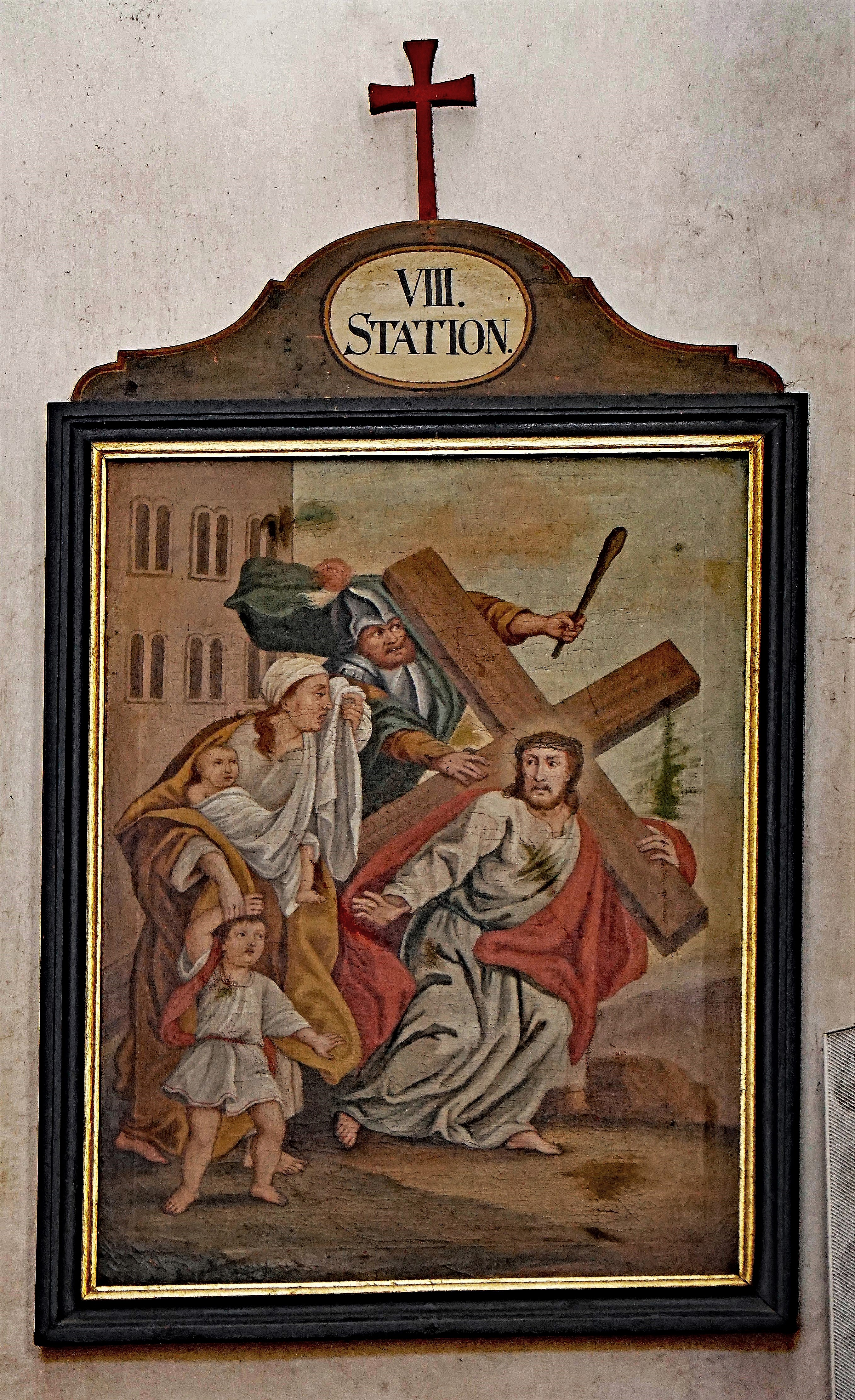
Kreuzweggemälde
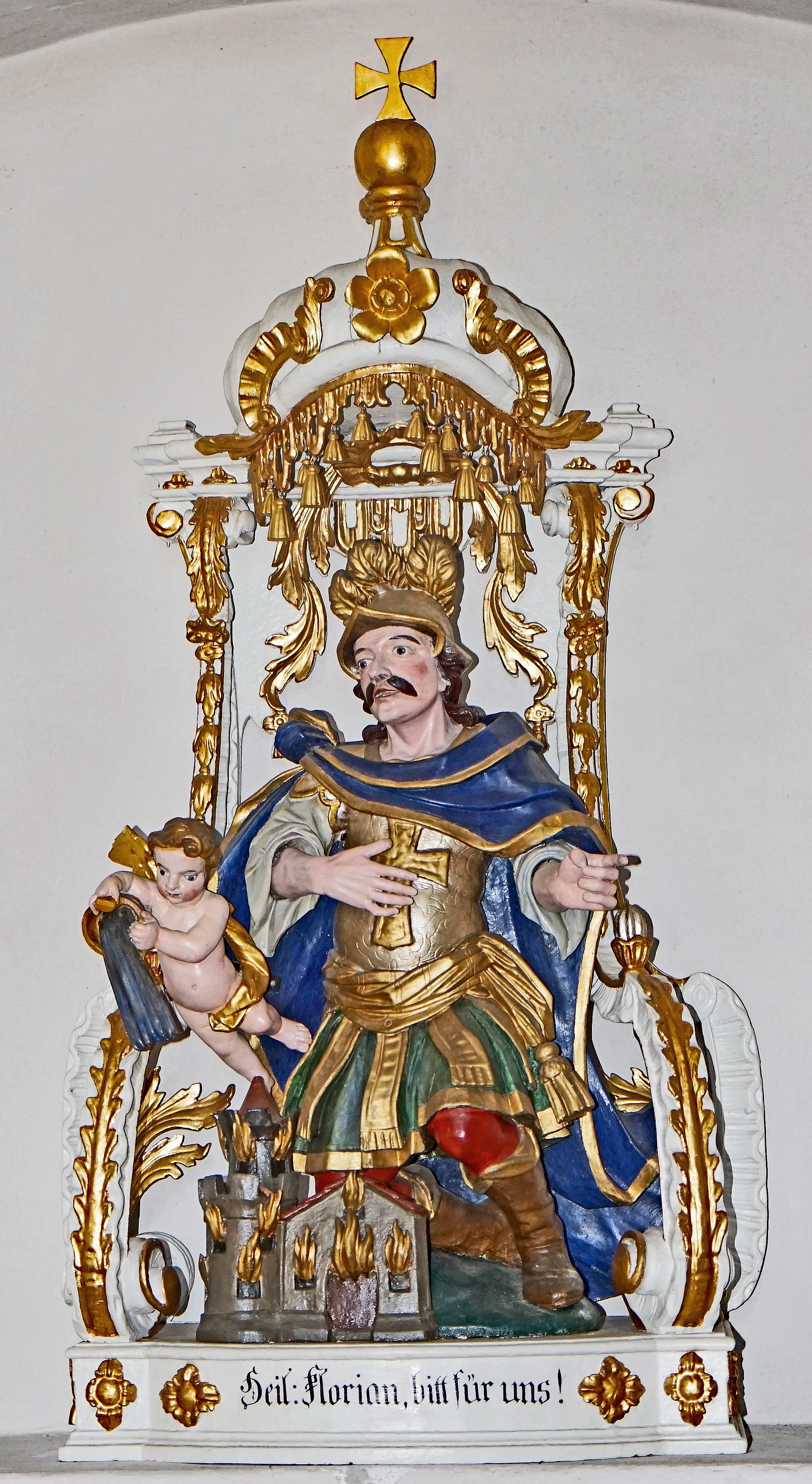
Nischenfigur des hl. Florian

Die Orgel wurde im Jahre 1923 von der Orgelbaufirma Cäcilia angefertigt und am 14. Oktober 1923 geweiht. Sie besteht aus zwei Manualen und einem Pedal, wobei die beiden Manuale 56 Töne (entspricht C-g‘‘‘) und das Pedal 27 Töne (entspricht C-d‘) umfassen. Das Manual 1 besitzt sechs, das Manual 2 fünf und das Pedal zwei Register. Organisten in der Pfarrkirche Himmelberg sind Richard Orasch und Maximilian Senk.
Im gotischen Turm der Pfarrkirche hängen drei Glocken (cis, e, gis) mit einem Gesamtgewicht von beinahe 3600 kg. Die größte Glocke ist eine Stahlglocke (cis) mit einem Gewicht von 1900 kg, gegossen im Jahr 1921 bei der Firma Böhler in Kapfenberg. Die mittlere Glocke mit den Aufschriften „Der Friede sei mit euch“ und „Wenn ihr wüßtet wie sehr ich euch liebe“ ist eine Bronzeglocke (e) mit einem Gewicht von 1116 kg, gegossen im Jahr 1968 bei der Firma Graßmayer in Innsbruck. Die kleine Glock, die Totenglocke, mit der Aufschrift „Herr, gib den armen Seelen die ewige Ruhe“ ist auch eine Bronzeglocke (gis) mit einem Gewicht von 561 kg, gegossen ebenfalls im Jahre 1968. Der hölzerne Glockenstuhl musste im Jahre 1982 durch einen Glockenstuhl aus Stahl ersetzt werden, das Läutewerk ist elektrisch und vollautomatisch.

## Karner
Der ehemalige Karner nördlich der Kirche ist ein achteckiger, gotischer Bau mit Pyramidendach und abgefastem Rundbogenportal. Das Stichkappengewölbe des Innenraums wurde um 1710 mit Akanthusstuck versehen. Er dient heute als Aufbahrungshalle.

## Orgel
Bereits 1743 wird für Himmelberg eine Orgel mit vier Registern genannt. 1863 ist von einer großen Orgel, die 1846 gebaut wurde, und einem „Possitiv“ mit zwei Registern die Rede. Die große Orgel von 1846, deren Erbauer unbekannt ist, wurde 1873 repariert und 1889 instand gesetzt und umgebaut durch Franz Grafenauer (Egg). Die Orgel hatte neun oder zehn Register.
Die heutige Orgel wurde 1928 durch die Salzburger Werkstätten Orgelbau Cäcilia errichtet und weist 13 Register auf. Das alte Gehäuse und brauchbares Pfeifenmaterial wurden wiederverwendet. Die Orgelkollaudierung fand am 11. September 1923 statt. Eine Reparatur ist aus dem Jahr 1936 belegt. 

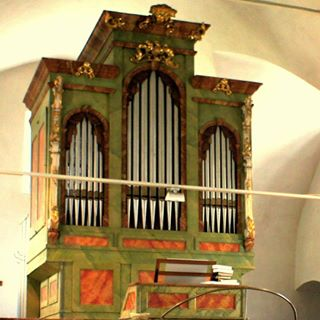
Orgelprospekt der Pfarrkirche

Im grün marmorierten Orgelgehäuse stehen die Pfeifen der Manualwerke sowie die Gebläseanlage. Die Pedalpfeifen stehen in einem eigenen Verschlag hinter der Orgel. Der Spieltisch steht frei vor der Orgel, der Organist blickt ins Kirchenschiff. Die Register werden über Kunststoffschalter betätigt, die zum Einschalten nach unten geschoben werden müssen. Jedes Werk besitzt einen Auslöseknopf, der sich jeweils in der Mitte über den Registerschaltern eines Werkes befindet. Auch die Koppeln sind über die Registerschalter zu bedienen. Alle Schalter befinden sich in einer Reihe über dem zweiten Manual. Rechts daneben ist der mechanische Zeiger für den Crescendo-Tritt angebracht. Die Spielhilfen befinden sich als schmale Holzschalter zwischen den Manualen, zum Einschalten rasten die Schalter ein, zum Ausschalten muss der zugehörige Auslöser-Knopf gedrückt werden. Das Crescendo wird über den Holz-Kipptritt über der Pedalklaviatur bedient. Die Trakturen sind pneumatisch, die Windladen sind als Kegelladen ausgeführt. Die Orgel wurde nach einer Restaurierung von Orgelbauer Walter Vonbank aus Murau am 5. Mai 2019 neu geweiht.